# Бенйюре Пеппіно
Хосе Бенйюре Ортіс, ісп. José Benlliure Ortiz, відомий як Пеппіно (*1884, Рим — †1916, Валенсія) — іспанський художник.
Син Хосе Бенйюре-і-Хіля, народився в Римі, коли його батько був директором художньої школи в Римі. Там він познайомився з Хосе Війєгасом Кордерою, Франсіско Прадією, Ферратом, Антоніо Муньйозом Деґраїном, Морено Карбонеро, Хоакіном Соройєю, Мануелем Бенедіто Вівесом та Едуардо Чічарро.
Був учнем Хоакіна Соройї, супроводжував вчителя у різних подорожах, допомагав йому на виставках, брав участь у доставці творів виготовлених Соройєю до його будинку в Мадриді.
У пізніх роботах Пеппіно, особливо в автопортретах, дуже помітний вплив Соройї. Батько Пеппіно заповідав велику частину робіт художника Музею мистецтв Валенсії.